# Stéphanie Lebrun
Pour les articles homonymes, voir Lebrun.
Stéphanie Lebrun, née le 24 juin 1971 au Mans, est une journaliste, réalisatrice, documentariste et productrice française.
Elle reçoit un International Emmy Award en 2020, dans la catégorie Arts Programming, pour la production du documentaire Vertige de la Chute de Vincent Rimbaux et Patrizia Landi. Elle est directrice du CFJ-Paris Panthéon Assas et directrice déléguée de l'École W du 1er février 2022 au 1er août 2025.

## Biographie
Stéphanie Lebrun a étudié à Nantes au Lycée Gabriel-Guist’hau (Hypokhâgne et Khâgne ULM), puis à l'Institut d’études politiques de Bordeaux avant d’intégrer le Centre de formation des journalistes à Paris dont elle sort diplômée en 1995. Elle remporte le prix Francis Bouygues en 1995 et entre à TF1 où elle restera jusqu'en 2006.
Elle travaille pour le journal télévisé de TF1 en tant que reporter puis grand reporter. Elle réalise des magazines pour l'émission Le Droit de savoir, Grands Reportages et Sept à huit, avant de rejoindre la rédaction de Envoyé spécial sur France 2 sous la direction de Guilaine Chenu et Françoise Joly.
En 2007, elle co-fonde la société de production Babel Press avec les grands reporters Sébastien Daguerressar, Philippe Levasseur et Claire Wambergue, accompagnés par Thomas Ellis. Avec des bureaux en Asie du Sud (Inde, Afghanistan, Pakistan), aux États-Unis et au Brésil, les journalistes de Babel Press proposent et réalisent des reportages pour les chaînes françaises et internationales.

## Filmographie

### En tant que réalisatrice
- 2023 : Noor[5]
- 2016 : Tobacco Monster[6]
- 2013 : Les amants maudits de l'Inde[7]
- 2012 : Kaboul, tu seras un garçon ma fille [8]
- 2011 : Pakistan, l'arme du blasphème[9]
- 2009 : Bébés made in India[10]

### En tant que productrice
- 2024 : L’Inde de Modi, la démocratie confisquée de Sébastien Daguerressar[11]
- 2024 : La Fabrique du Mensonge - Saison 5[12]
- 2024 : Femmes de la terre de Edouard Bergeon[13]
- 2024 : Main basse sur les savants d’Hitler de Bénedicte Delfaut
- 2023 : La Fabrique du Mensonge - Saison 4[12]
- 2023 : Enfants sous influence de Elisa Jadot[14]
- 2023 : Miroirs de Anouk Burel[14]
- 2023 : Crimes de guerre en Ukraine, la justice en marche de Elizabeth Drevillon[15]
- 2022 : Dangereux à perpétuité de Frédérique Lantieri[16]
- 2022 : La Fabrique du Mensonge - Saison 3[12]
- 2022 : La vie devant elle de Manon Loizeau[17]
- 2022 : Vai Cavalo de Harold Grenouilleau et Vincent Rimbaux[18]
- 2022 : Le goût de la terre de Jean-Étienne Frère, Fabrice Caër[19]
- 2021 : Pour ne pas les oublier de Nicolas Ducrot[20]
- 2021 : Tiébélé de Benjamin Geminel[21]
- 2021 : Prince, les chimères de l’exil de Thierry Leclère[22]
- 2021: Rwanda : Le silence des mots de Gael Faye et Michael Sztanke[23]
- 2020 : Les belles dames de Marion Lippmann et Sébastien Daguerressar[24]
- 2020 : Le monde est un théâtre de Anouk Burel[25]
- 2019 : Entre deux mondes de Sonia Hedidi[26]
- 2018 : Vertige de la chute (Ressaca) de Vincent Rimbaux et Patrizia Landi[27]
- 2017 : Révolution Roller Girl de Margaid Quioc[28]
- 2016 : Sri Lanka, les fantômes de la guerre de Vanessa Dougnac et Fabrice Launay[29]
- 2015 : La solution pacifique de Renaud Villain, Ludovic Gaillard et Camille Le Pomellec[30]
- 2014 : La guerre de la polio de Julien Fouchet, Sylvain Lepetit et Taha Siddiqui[31]
- 2013 : Guantánamo limbo : dans l'enfer de l'oubli de Marjolaine Grappe[32]

## Distinctions

### Prix
- 2020 : Lauréat d'un International Emmy Award[33] pour Vertige de la Chute (Ressaca) de Vincent Rimbaux et Patrizia Landi

### Nominations
- 2020 : Sélection officielle FIPADOC[33]
- 2022 : Sélection officielle FIPADOC[33]
- 2023 : Sélection officielle FIGRA[33]
- 2023 : Grand Prix du Public Festival du documentaire sur la Justice[34]
- 2012 : Finaliste au Prix Albert-Londres[35]